# Neue Friedrichstraße 6a

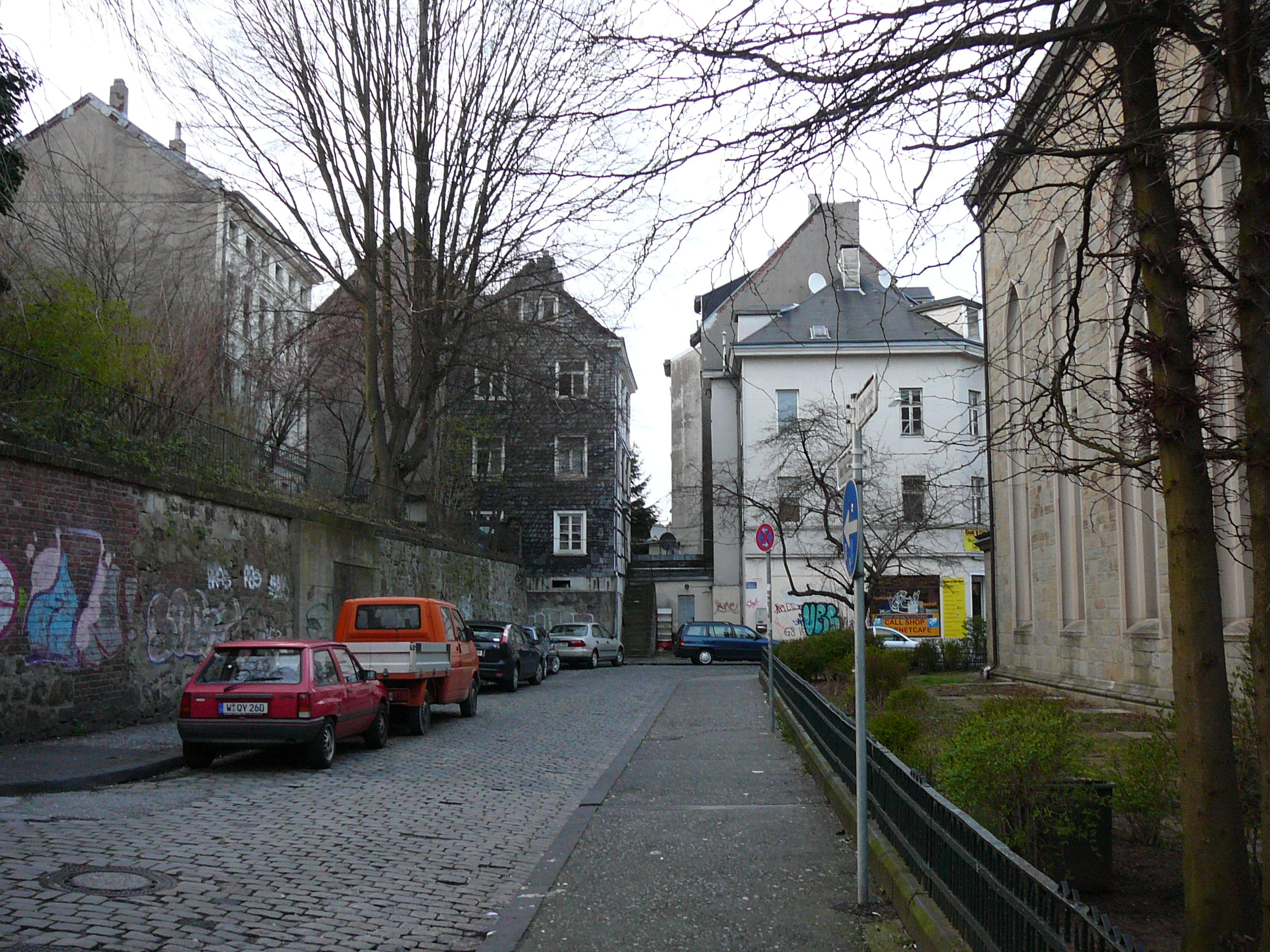
Hinten links am Ende der Straße liegt das Haus Neue Friedrichstraße 6a; rechts die Diakoniekirche

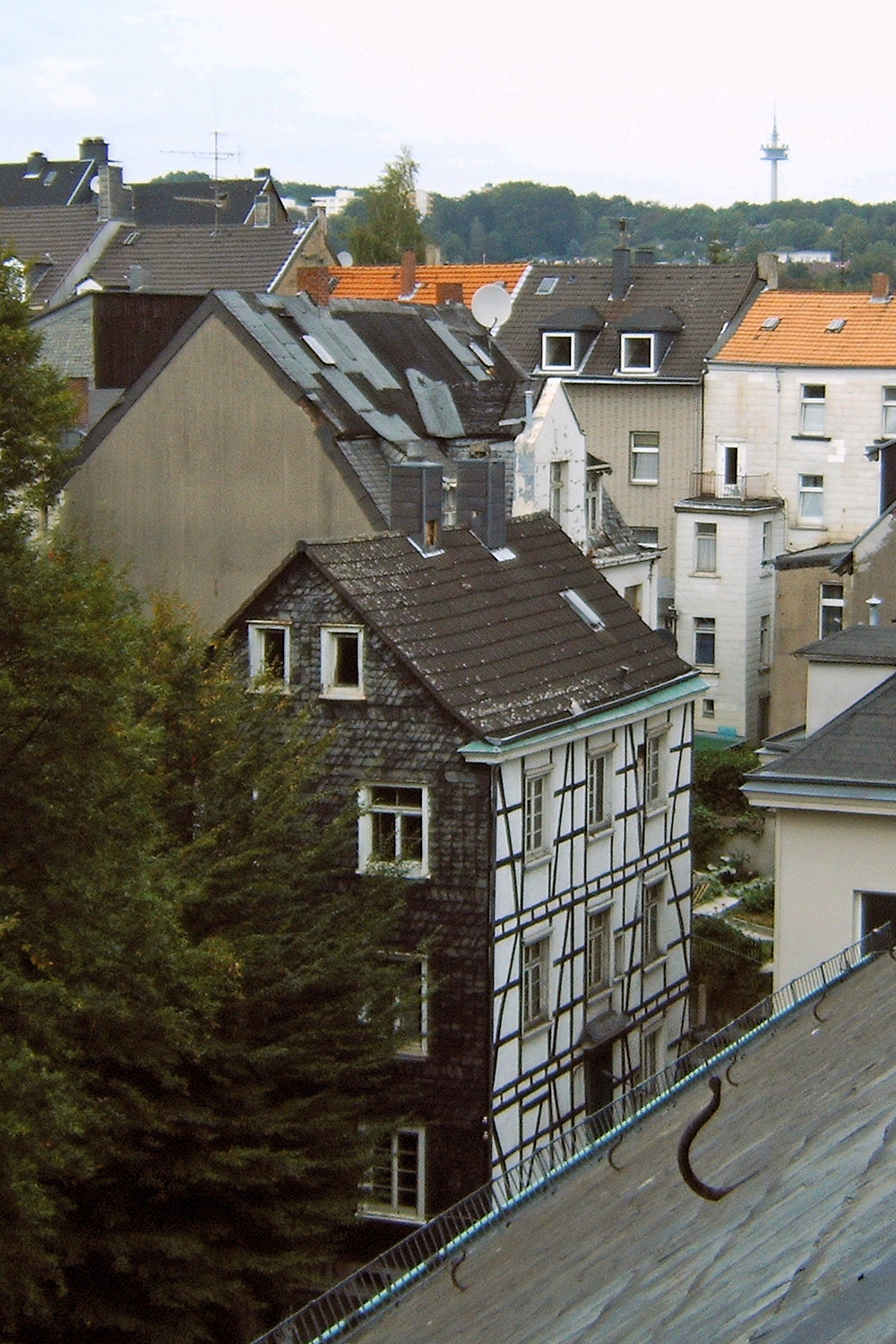
Am 23. September 2006 ist das Baudenkmal immer noch Blickfang im Eck-Ensemble Neue Friedrichstraße 6a/b/c.

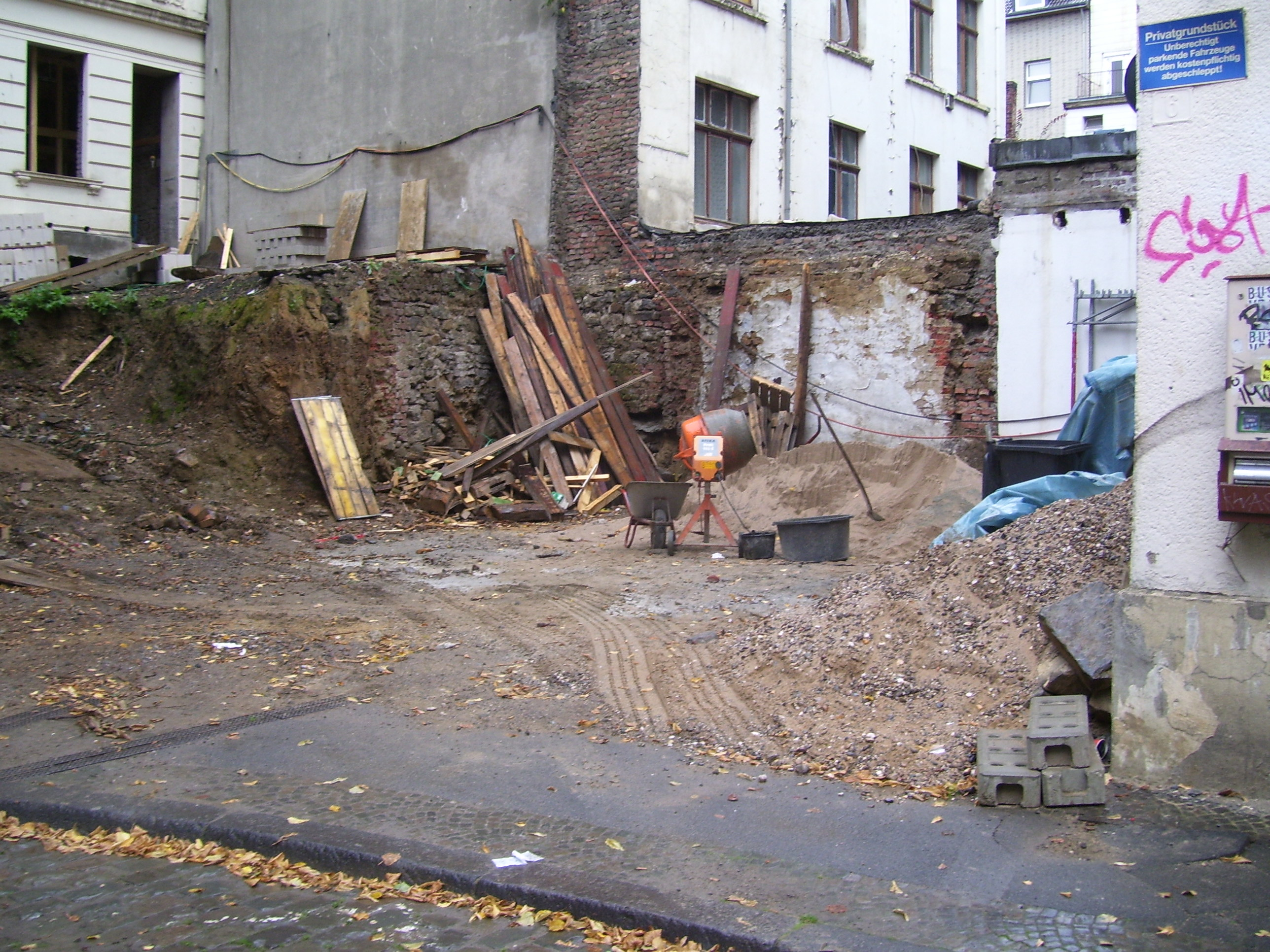
Am 14. September 2009 ist vom denkmalgeschützten Wohnhaus Neue Friedrichstraße 6a nichts mehr zu erkennen.

Das Objekt Neue Friedrichstraße 6a war ein Wohnhaus im heutigen Wuppertaler Stadtteil Elberfeld, im Ortsteil Nordstadt. Es stand im Umfeld der Diakoniekirche (bis 2006 Kreuzkirche).

## Beschreibung
Das dreigeschossige Wohnhaus in der Neuen Friedrichstraße, die die nördliche Verlängerung der Friedrichstraße darstellt, wurde Mitte des 19. Jahrhunderts in Fachwerkbauweise mit Satteldach errichtet. Das Haus stand auf einem gemauerten, verputzten und zum Teil frei stehenden Kellergeschoss und hat Außenmaße von rund 9,8 m × 6,8 m.
Die zweiachsig ausgeführte südliche Giebelseite zur Straße war wie die Fassadenseite zum Hof hin verschiefert. Erschlossen wurde das Gebäude über eine massive Freitreppe mit schmiedeeisernem Treppenhandlauf im Osten zum mittig liegenden Eingang. Hier auf dieser dreiachsig ausgeführten Seite war das verputzte Gefache sichtbar.
Als ein typisches Beispiel für die bergische Fachwerkbauweise und unverzichtbarer Bestandteil der historischen Bebauung im Bereich der Kreuzkirche in der Elberfelder Nordstadt war das Objekt ein Zeugnis für die Geschichte Elberfelds, wie die Untere Denkmalbehörde urteilt. Am 18. Mai 1988 wurde das Haus in die Denkmalliste der Stadt als Baudenkmal aufgenommen.
Im Jahr 2004 hat der Eigentümer Fördermittel von Stadt und Land erhalten, um eine Sanierung am Haus vorzunehmen. Diese wurden aber nur zum Teil ausgeführt, die dazu nicht beanspruchten Mittel musste der Eigentümer zunächst zurückzahlen. Die Untere Denkmalbehörde war aber bestrebt die Verfügung der Sanierung durchzusetzen.
Das Gebäude wurde dann seit ungefähr 2005 nicht mehr bewohnt, der Zustand war im April 2009 dramatisch: Einbrüche im Fußboden, eine lebensgefährliche Treppe, Insektenbefall, permanentes Eindringen von Wasser, völlig durchfeuchtete Ziegel, massiver Pilzbefall, Hausschwamm, eine abgängige Wand wurden genannt. Der Eigentümer schätzte den Sanierungsaufwand des alten Hauses auf rund 400.000 Euro, was den wirtschaftlichen Sinn einer kompletten Sanierung des Objektes mit rund 150 m³ Quadratmeter vermietbarer Fläche in Frage stellte und dem Besitzer im Sinne des Denkmalschutzes auch nicht zugemutet werden konnte.
Der Antrag auf Abbruch wurde genehmigt und die Abbrucharbeiten bereits durchgeführt.